# 2018 Schuster
2018 Schuster eller 1931 UC är en asteroid i huvudbältet, som upptäcktes 17 oktober 1931 av den tyske astronomen Karl Wilhelm Reinmuth i Heidelberg. Den har fått sitt namn efter den tyske astronomen Hans-Emil Schuster.
Asteroiden har en diameter på ungefär 4 kilometer.